# 春仁王妃直子
一条 直子（いちじょう なおこ、旧字体：一條 直子、1908年〈明治41年〉11月7日 - 1991年〈平成3年〉6月17日）は、日本の旧皇族。閑院宮春仁王の元妃。一条実輝公爵令嬢。母は、細川護久侯爵令嬢・悦子。皇籍離脱前の身位は王妃で、皇室典範における敬称は殿下。皇族時代の名は、春仁王妃 直子（はるひとおうひ なおこ）であった。

## 経歴

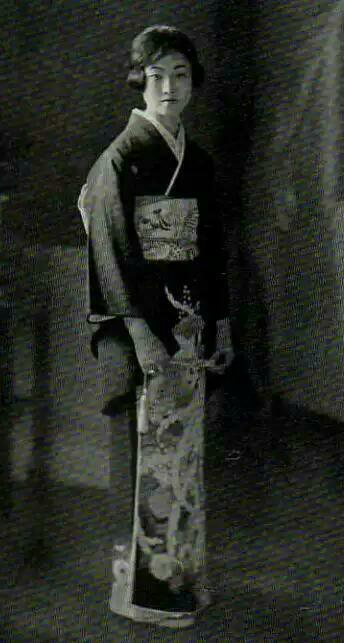
春仁王妃直子

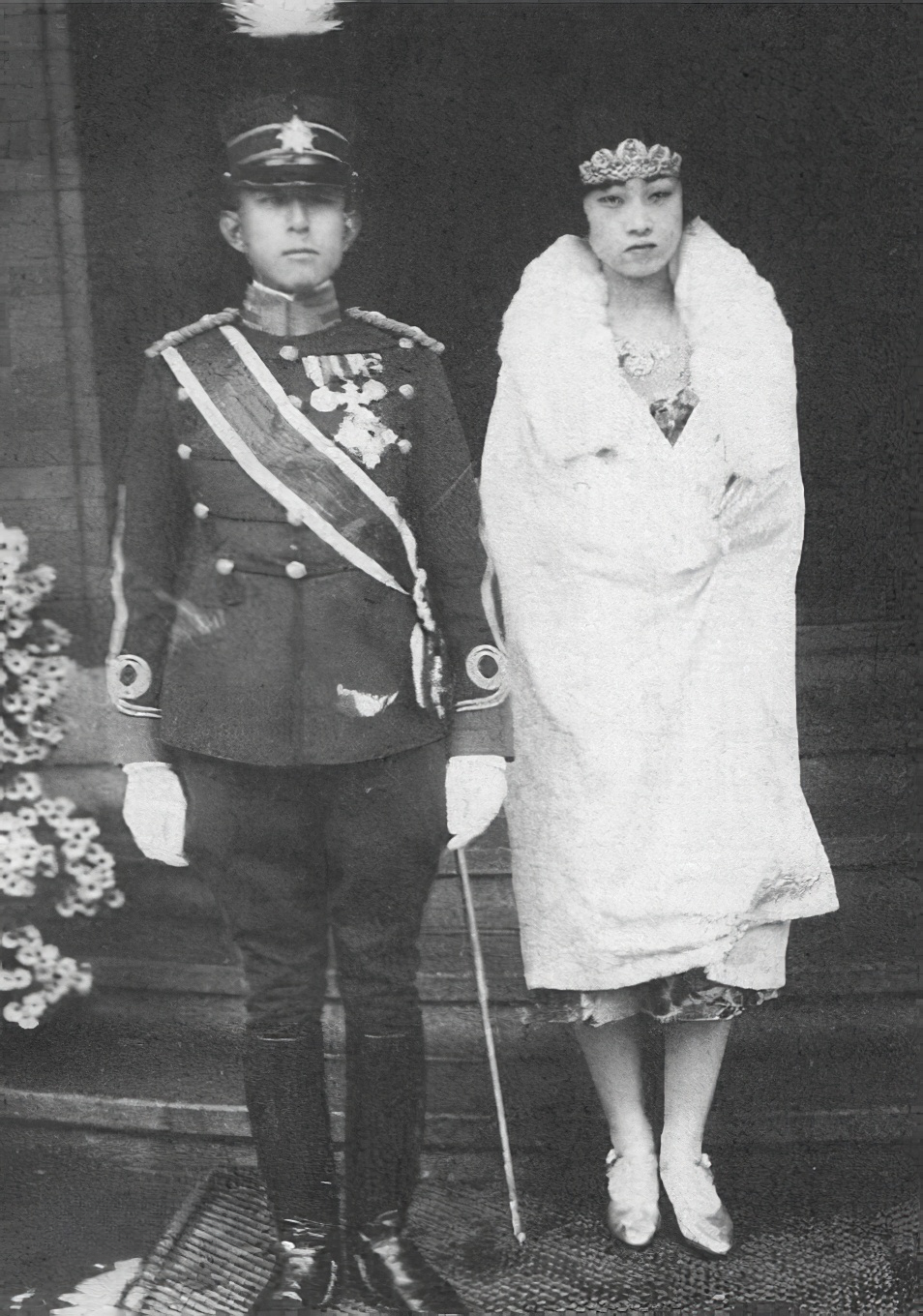
春仁王と春仁王妃直子

1925年（大正14年）に閑院宮春仁王と成婚。1947年（昭和22年）10月14日、皇室典範第11条1項により、夫・春仁王とともに皇籍離脱。皇籍離脱後は、「閑院 直子（かんいん なおこ）」と名乗る。1957年（昭和32年）3月、小田原市城山の自邸内に学校法人小田原女子短期大学を開いて名誉学長に就任。1956年（昭和31年）に婚家を出て離婚を求めたが夫が応じず、1966年（昭和41年）1月に離婚し、「一条 直子」に名を戻す。このとき直子は、春仁王が同性愛者で彼女を顧みず、軍隊時代の当番兵だった男性との情事に溺れていたと証言し、スキャンダルとなった。離婚後は、短大設立時に知り合った10歳下の高橋尚民（のち一条尚民。相模女子大学元教授、小田原女子短期大学教務課長、のち東京音楽大学国文学教授）と再婚した。その後、千葉に住み、友人の会社の社長をしたり、趣味の日本画や短歌に没頭したり優雅な生活を楽しみ、1975年頃に「いろいろいわれましたが、私は十分考えた上での決心でした。閑院を離れてもう17年になりますが、その間ただの一度も戻りたいと思ったことはなく、いまの生活は何物にも代え難い倖せです」と発言している。1991年（平成3年）6月17日、逝去。82歳没。

## 栄典
勲章等
| 受章年                    | 略綬 | 勲章名                   | 備考 |
| ------------------------- | ---- | ------------------------ | ---- |
| 1926年（大正15年）7月14日 |      | 勲二等宝冠章             |      |
| 1936年（昭和11年）7月14日 |      | 勲一等宝冠章(宝冠大綬章) |      |
| 1940年（昭和15年）8月15日 |      | 紀元二千六百年祝典記念章 |      |

## 血縁
- 父：一条実輝
- 母：細川悦子
- 兄弟：道良（養子） - 実孝（養子） - 実基 - 朝子 - 常光 - 利英 - 智光 - 直子 - 圭子 - 生子
- 夫：閑院宮春仁王、高橋尚民
- 子：なし